# Lincolnton (Georgia)
Lincolnton es un pueblo ubicado en el condado de Lincoln en el estado estadounidense de Georgia. En el censo de 2000, su población era de 1.595.

## Demografía
En el 2000 la renta per cápita promedia del hogar era de $30,074, y el ingreso promedio para una familia era de $34,943. El ingreso per cápita para la localidad era de $15,428. Los hombres tenían un ingreso per cápita de $28,750 contra $19,375 para las mujeres.

## Geografía
Lincolnton se encuentra ubicado en las coordenadas 33°47′40″N 82°28′35″O / 33.79444, -82.47639 (33.794414, -82.476450).
Según la Oficina del Censo, la localidad tiene un área total de 8,3 km² (3,2 mi²), de la cual 8,3 km² (3,2 mi²) es tierra y 0 km² (0 mi²) (0.00%) es agua.